# Rezerwat przyrody Mały Borek
Rezerwat przyrody Mały Borek – rezerwat przyrody  na terenie gminy Płaska w powiecie augustowskim w województwie podlaskim.

## Charakterystyka
Rezerwat został utworzony zarządzeniem Ministra Leśnictwa i Przemysłu Drzewnego z 12 listopada 1959 roku. W aktach prawnych nie określono rodzaju, typu i podtypu rezerwatu. W dokumentacji Nadleśnictwa Płaska określany jest jako rezerwat leśny. Powierzchnia rezerwatu wynosi 90,49 ha, zaś całkowita długość granic rezerwatu – 3,9 km. W niektórych publikacjach pojawia się też powierzchnia rezerwatu 90,53 ha.
Przedmiotem ochrony w rezerwacie jest zachowanie ze względów naukowych i dydaktycznych typów boru sosnowego (czernicowego i łochyniowego), właściwych dla Puszczy Augustowskiej. Udział borów sosnowych według danych z 2015 stanowił w rezerwacie 85,2%, zaś drzew iglastych – 89,4%.
Rezerwat leży na obszarze  na obszarze Nadleśnictwa Płaska w leśnictwie Mały Borek w obrębie Płaska (oddziały 104, 105, 121, 122). Nadzór nad rezerwatem sprawuje Regionalny Dyrektor Ochrony Środowiska w Białymstoku.

## Flora i fauna
W znajdujących się w rezerwacie borach świeżych i wilgotnych występuje duża domieszka świerka. Runo stanowi tu borówka czarna, borówka brusznica, zaś w miejscach wilgotniejszych – trzęślica modra, borówka bagienna i bagno zwyczajne. Występuje także turzyca kulista.
W środkowej części rezerwatu dużą powierzchnię zajmuje torfowisko wysokie z niskim i rzadkim drzewostanem sosnowych.
W południowej i południowo-wschodniej części rezerwatu występują dość młode olsy, złożone z olszy czarnej, brzozy brodawkowatej i brzozy omszonej. Podszyt stanowi tutaj kruszyna, wierzba szara i wierzba uszata.
Rośliny i grzyby objęte ochroną na terenie rezerwatu to:
- ochrona całkowita: lilia złotogłów, rosiczka okrągłolistna[3]
- ochrona częściowa: bagno zwyczajne, wawrzynek wilczełyko, widłak goździsty, widłak jałowcowaty, torfowiec ostrolistny, torfowiec błotny, torfowiec kończysty, chrobotek leśny[5]

Według badań opublikowanych w 2016 występuje 45 gatunków porostów, z czego 12 jest umieszczonych na Czerwonej liście porostów w Polsce, zaś 3 na czerwonej liście porostów zagrożonych w północno-wschodniej Polsce . Trzy gatunki są objęte ochroną ścisłą, a 8 ochroną częściową .
Badania z 1985 wykazały obecność na terenie rezerwatu ośmiu gatunków mrówek, żyjących w większości w gniazdach znajdujących się w zmurszałych pniakach. Najliczniej występowały gatunki hurtnica pospolita, gmachówka cieśla, mniej licznie hurtnica wstydliwa i hurtnica podobna, zaś sporadycznie Formica eunieularia, mrówka pniakowa i mrówka ćmawa.
Znajdują się tu ostoje i tokowiska głuszca. Rezerwat od 2004 wchodzi w skład obszaru specjalnej ochrony ptaków „Puszcza Augustowska” (PLB200002) w sieci Natura 2000.

## Ochrona i zagrożenia
Obszar rezerwatu objęty jest ochroną czynną. Od 2008 obowiązuje dla rezerwatu plan ochrony przyrody. Zakłada on zaniechanie wszelkich zmian stosunków wodnych w otoczeniu 100 metrów od granic rezerwatu, mogących mieć istotny wpływ na ekosystemy rezerwatu. Jako możliwe zagrożenia oraz sposoby zapobiegania w planie wymienione są:
1. zagrożenie: spadek poziomu wód gruntowych – zapobieganie: nieprowadzenie w okolicy prac melioracyjnych, obniżających poziom wód gruntowych[10]
2. zagrożenie: zagrożenia ze strony szkodników owadzich – zapobieganie: monitorowanie stanu sanitarnego lasu, wyszukiwanie szkodników, zakładanie pułapek feromonowych[10]
3. zagrożenie: redukcja liczebności ptaków związanych ze starymi dziuplastymi drzewami – zapobieganie: pozostawianie w rezerwacie drzew dziuplastych i martwych, które nie niosą ryzyka zasiedlenia przez owady zagrażające trwałości lasu[10]

W rezerwacie istnieje też duże zagrożenie pożarowe ze względu na dominację suchych borów sosnowych.